# فوتيوس (إمارة إقريطش)
فوتيوس (اليونانية: Φώτιος، نشط حوالي 872/3 م) كان مرتدًا بيزنطيًا اعتنق الإسلام وخدم إمارة إقريطش كقائد بحري في سبعينيات القرن التاسع.
يظهر فوتيوس لفترة وجيزة في رواية مؤرخ القرن العاشر ثيوفانيس كونتينواتوس [الإنجليزية]
، الذي أعاد المؤرخ جون سكيليتزيس في القرن الحادي عشر استخدام عمله لاحقًا دون تغيير تقريبًا. يصف المؤرخون البيزنطيون فوتيوس بأنه "رجل محارب ونشيط"، ويذكرون أنه خدم أمير إقريطش العربي شعيب (سِعْت باليونانية). ق. 872 أو 873 م، أرسل شعيب فوتيوس لقيادة حملة غارات بحرية كبرى ضد الإمبراطورية البيزنطية، التي كان يحكمها في ذلك الوقت الإمبراطور باسيل الأول المقدوني (حكم. 867–886 م). باستخدام أكثر من 50 سفينة، دمر فوتيوس شواطئ بحر إيجة، ووصل إلى بروكونيسوس (جزيرة مرمرة)، بالقرب من القسطنطينية؛ وهي المرة الأولى منذ الحصار العربي الثاني للقسطنطينية في 717-718 التي يقترب فيها أسطول مسلم من العاصمة البيزنطية، قبل أن يقابله ويُهزم في معركة كارديا على يد الأميرال البيزنطي نيكيتاس أوريفاس.
نجا فوتيوس مع بقايا أسطوله ليعود إلى جزيرة كريت (إقريطش)، وبعد فترة وجيزة - التاريخ الدقيق غير معروف، الذي يضعه بعض العلماء في وقت متأخر من عام 879 - أطلق حملة أخرى، وأغار على شواطئ غرب اليونان. وأبحر أوريفاس مرة أخرى لمواجهته، وتمكن من مفاجأة وتدمير الأسطول الإلقريطشي في خليج كورنث. قُتل فوتيوس، وقُبض على العديد من المسلمين وعُذبوا حتى الموت بوحشية.